# Samuel von Brukenthal
Samuel von Brukenthal (Nocrich, 26 luglio 1721 – Sibiu, 9 aprile 1803) è stato un giurista austriaco.
Fu governatore del Principato di Transilvania dal 6 luglio 1774 al 9 gennaio 1787. Fu barone del Sacro Romano Impero e consigliere personale dell'imperatrice Maria Teresa d'Austria.

## Biografia

### I primi anni e le origini
Samuel von Brukenthal nacque il 26 luglio 1721 a Leschkirch (in rumeno: Nocrich), tra Sibiu e Agnetheln. Suo nonno e suo padre avevano esercitato in quella città la professione di balivi (giudici reali), mentre sua madre era la nobildonna von Heydendorff. Suo padre negli anni si era guadagnato il titolo ereditario di cavaliere del Sacro Romano Impero, concessogli dall'imperatore Carlo VI nel 1712 anche grazie alla sua pregevole condotta nella rivolta che ebbe luogo nel 1703 contro gli Asburgo nel principato di Transilvania, nota come Kuruc, capeggiata dal principe Francesco II Rákóczi. Con la concessione del titolo, suo padre mutò anche il cognome di famiglia da Brekner a von Brukenthal per germanizzarlo.

### Gli anni della formazione
Il 9 febbraio 1741, dopo gli studi in collegio e presso istitutori privati, Samuel venne accolto per due anni come funzionario alla cancelleria di Sibiu. Intanto continuò a studiare legge, filosofia, scienze politiche ed amministrazione presso le università di Halle e di Jena, ma senza ottenere un titolo accademico. Venne quindi avviato alla massoneria aderendo alle logge di Vienna e Magdeburgo, grazie anche alle influenze illuministe e pietiste ricevute ad Halle.
Durante gli anni dei suoi studi si interessò in particolare alla storia della Transilvania, a quella dell'antichità classica, alla storia dell'arte, alle scienze naturali ed alla letteratura greca e latina classiche.

### La carriera a ed il governatorato della Transilvania

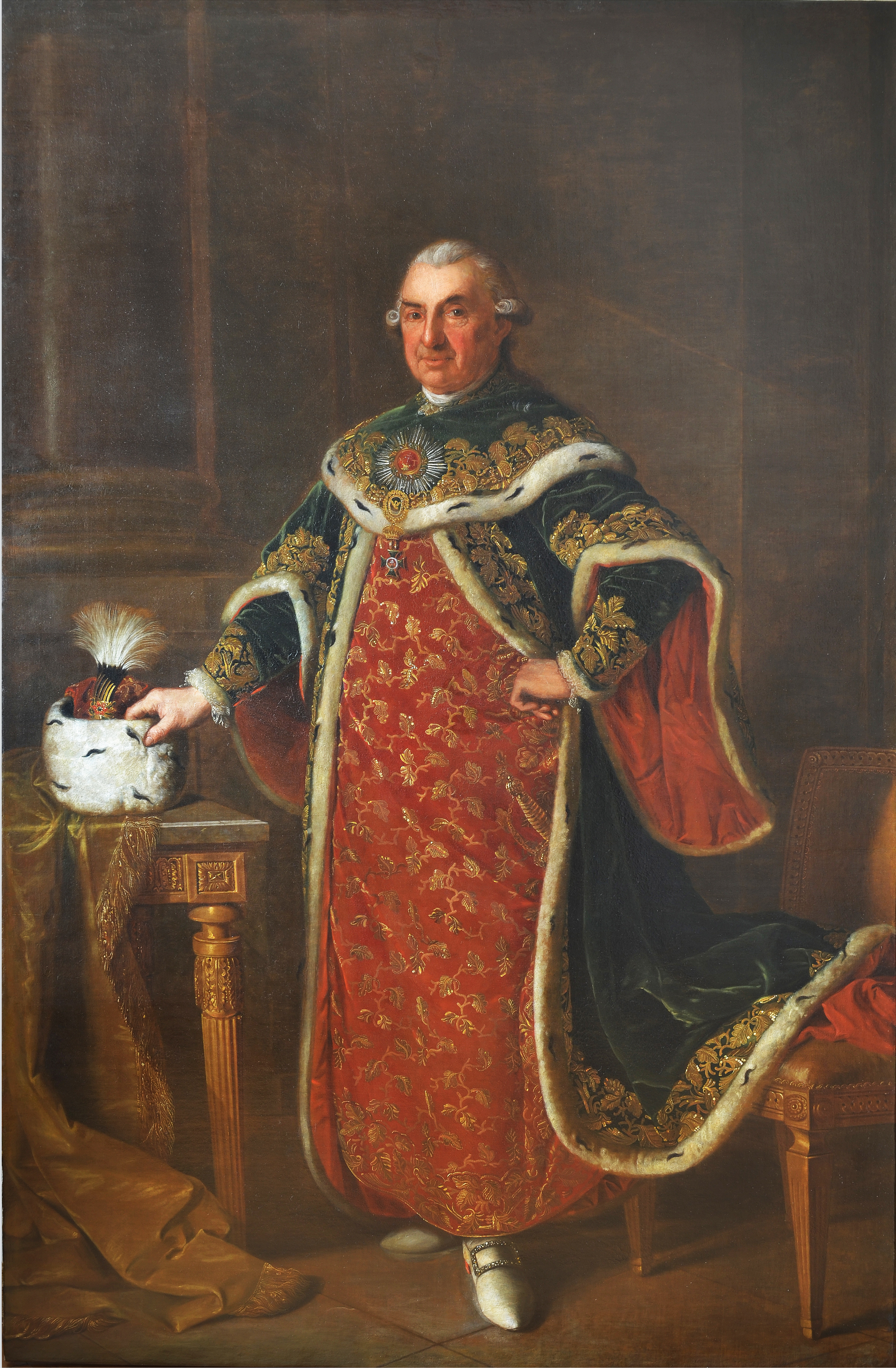
Il barone von Brukenthal negli anni della maturità

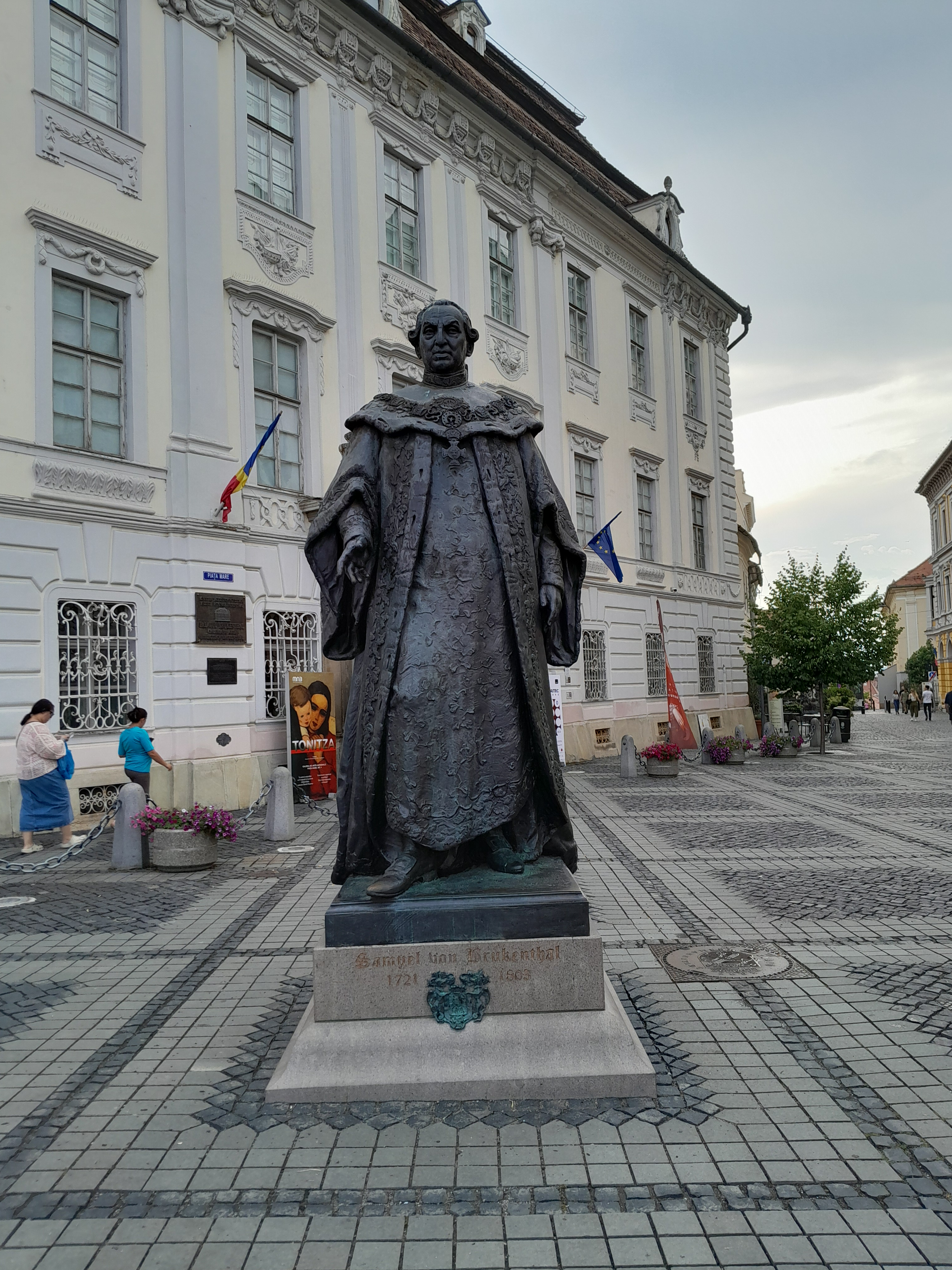
Monumento a Sibiu

Riuscì quindi ad ottenere da Vienna la carica di cancelliere provinciale. Il 26 ottobre 1745 si sposò con Sofia Katharina, figlia del sindaco provinciale Daniel Klokner von Kloknern. Nel 1753 gli venne offerta l'opportunità unica di recarsi a Vienna, dove venne ricevuto in udienza dall'imperatrice Maria Teresa d'Austria che gli consegnò il compito di rivoluzionare completamente la segreteria di stato a Sibiu, riconoscendola a livello nazionale come era già accaduto per quella ungherese ad esempio. Portato a termine egregiamente questo compito, nel 1762 l'imperatrice Maria Teresa d'Austria lo elevò al rango di barone del Sacro Romano Impero e dal 1777 lo nominò governatore del Principato di Transilvania, una posizione nella quale rimase impiegato sino al 1787.
Dopo la morte dell'imperatrice Maria Teresa d'Austria, Brukenthal cadde in disgrazia con l'imperatore Giuseppe II e venne costretto poco dopo a ritirarsi dalla carica di governatore con una pensione annua di 4.000 fiorini.
Grazie al ricco stipendio di 24.000 fiorini che gli garantì l'incarico di governatore, Samuel iniziò la costruzione del suo palazzo un anno prima di essere eletto governatore della Transilvania (1777), demolendo tra l'altro dei lotti di case antiche, la chiesa ed il seminario dei gesuiti che aveva da poco acquistati. Oggi la struttura rappresenta uno dei tesori barocchi dell'Europa centrale grazie anche alla collezione di antichità di inestimabile valore contenute al suo interno.
È raffigurato in una delle statue che compongono il Monumento a Maria Teresa a Vienna.